# Frank Lammers
Frank Lammers, född 10 april 1972 i Mierlo, Noord-Brabant, är en nederländsk skådespelare.
Lammers har bland annat medverkat i filmerna Micheil de Ruyter och Black Book. Han har även medverkat i TV-serien Ferry: Serien.

## Filmografi (i urval)
- 2004 – Shouf shouf habibi!
- 2006 – Black Book
- 2015 – Michiel de Ruyter
- 2023 – Ferry: Serien (TV-serie)